# Tadeusz Zasępa
Tadeusz Zasępa (23. dubna 1946, Radziechowice, Polsko – 18. září 2016, Ružomberok, Slovensko) byl polský vysokoškolský učitel, katolický kněz a publicista zabývající se teorií masmediální komunikace. Měl polské a slovenské státní občanství. Dne 23. dubna 2008 byl Akademickým senátem KU zvolen rektorem Katolické univerzity v Ružomberku, po jmenování prezidentem SR do úřadu nastoupil 1. července 2008.
V květnu 2014 na svou funkci po šesti letech pro neshody s akademickým senátem rezignoval. Dlouhodobě upozorňoval na finanční nesrovnalosti na pedagogické fakultě, podle proděkanky Zuzany Gejdošové však k nekalým finančním praktikám nedošlo.

## Vzdělání
Gymnázium absolvoval v Čenstochové (Polsko) v letech 1962–1965. Po jeho skončení nastoupil do kněžského semináře diecéze Częstochowa v Krakově (Polsko) a studium ukončil v roce 1971.
Do roku 1974 pracoval jako kaplan (také pro neslyšící) ve farnosti Svatého Ducha Wieruszów (Polsko). V následujících letech se věnoval univerzitnímu vzdělávání především na Katolické univerzitě v Lublinu 1974–1977, absolvoval také několik studijních pobytů na The Catholic University of America, Washington, D.C. (USA) v letech 1977 a 1981, na University of Geneva v Ženevě (Švýcarsko) v roce 1981 a na Università Cattolica del Sacro Cuore v Miláně (Itálie) v letech 1981–1983.
Doktorátu z pastorální teologie (PhD.) dosáhl v roce 1983 na KUL Lublin, v roce 1987 tam byl habilitován v oboru pastorální teologie – mediální vzdělávání (doc.), v roce 1995 se tam stal mimořádným profesorem (m. prof.) a v roce 2001 řádným profesorem (prof.).
Ovládal řadu cizích jazyků: angličtinu, francouzštinu, španělštinu, italštinu, němčinu, ruštinu, ukrajinštinu, lotyštinu, slovenštinu, polštinu, latinu a znakovou řeč.

## Kariéra
- Katolická univerzita v Lubline (KUL) - referát zahraničních vztahů Lublin, vedoucí referátu, 1976–1992
- KUL - akademická pastorace Lublin kaplan, 1975–1977
- KUL - Institut výzkumu polské emigrace Lublin (Polsko), docent, 1990–1991
- KUL - Katedra současných forem šíření víry Lublin (PL), docent, profesor, 1991–2008
- Katolické Rádio Lublin, zakladatel a první ředitel, 1993–1995
- Lublinská edice týdeníku Neděle, Lublin (PL), zakladatel a první redaktor, 1993–1995
- Univerzita Komenského, Teologický inštitút Spišská Kapitula Spišské Podhradie, pedagog, 1995-1998
- Trnavská univerzita, Fakulta humanistiky, postgraduální studium žurnalistiky, Trnava, pedagog, 1998–2000
- Lubelska Szkoła Biznesu – Szkoła Wyższa, později Lubelska Szkoła Wyższa im. Króla Władysława Jagiełły Lublin (PL), zakladatel a první rektor, 1999-2008
- Katolická univerzita v Ružomberku, Filozofická fakulta, Katedra žurnalistiky, Ružomberok, pedagog a garant studia, od 2001
- Katolická univerzita v Ružomberku,[9] rektor, 2008-2014

## Dosažené úspěchy, ocenění
- Man of the Year 1997–1998, The International Biographical Centre of Cambridge, Anglie – uznání za službu vzdělávání a kultuře
- Man of the Year 2001, The American Biographical Institute USA, za vynikající společenský a profesionální úspěch
- Nominace na Nobelovu cenu 2001, The United Cultural Convention of the United States of America
- Medaile za zásluhy o Trnavskou univerzitu v Trnavě, 2002
- Mezinárodní cena Slovenské akademie věd za příspěvek k rozvoji společenských a humanitních věd, kultury a umění na Slovensku, 2004.[10]
- Čestný doktorát Prešovské univerzity, 7. května 2008

## Nejvýznamnější publikace
- Zasępa, T.: Médiá v čase globalizácie. Bratislava 2002. s. 425. ISBN 80-7114-387-1
- Zasępa, T. - Iłowiecki, M.: Moc a nemoc médií. Bratislava 2003. 183 s. ISBN 80-224-0740-2[11]
- Zasępa, T. - Olekšák, P.: Internet a globalizácia. Antropologické aspekty. Ružomberok : Katolícka univerzita v Ružomberku, 2006. 210 s. ISBN 80-8084-092-X[12]
- Zasępa, T. - Olekšák, P.: Diplomacia pre žurnalistov. Katolícka univerzita v Ružomberku 2008. S. 71. ISBN 978-80-8084-257-4
- Zasępa, T. - Olekšák, P.: Mediálna výchova. Katolícka univerzita v Ružomberku 2008. S. 196. ISBN 978-80-8084-291-8
- Zasępa, T.: Pred Veľkonočným ránom. Prešov 1998, s. 96. ISBN 80-7165-124-9
- Zasępa, T.: Emigracyjni katecheci „Radiowej Godziny Różańcowej”. Buffalo 1984. s. 139
- Zasępa, T.: Umacniając braci w wierze. Buffalo 1989. s. 292
- Zasępa, T.: Media, człowiek, społeczeństwo. Doświadczenie europejskie i amerykańskie. Częstochowa 2000. s. 365. ISBN 83-7168-385-5
- Zasępa, T.: Internet – fenomen spoleczeństwa informacyjnego. Częstochowa 2001. s. 631. ISBN 83-7168-446-0
- Zasępa, T.: Internet i nowe technologie – ku spoleczeństwu przyszlości. Częstochowa 2003. s. 650. ISBN 83-7168-595-5
- Zasępa, T.: Idąc nauczajcie. Teoria katechetyczna Gabriela Morana, Lublin 1985, s. 215. ISBN 83-228-0088-6
- Zasępa, T.: Katecheza emigracyjna Radiowej Godziny Różańcowej Ojca Justyna w USA (1931 – 1981). RW KUL, Lublin 1987. S. 276. ISBN 83-228-0088-6
- Zasępa, T.: Przed wielkanocnym porankiem. Częstochowa 1998. S. 127. ISBN 83-7168-129-1
- Zasępa, T. (red.): Edukacja medialna. Lublin 2002. S. 62. ISBN 83-7222-117-0
- Zasępa, T. (red.): Edukacja medialna. Lublin 2003. S. 57. ISBN 83-7222-146-4
- Zasępa, T. (red): Nowe trendy w badaniach i nauce. Lublin 2005. S. 87. ISBN 83-7222-246-0

## Členství ve významných organizacích
- Člen Görres – Gesellschaft, (od 1990)
- Člen Vědecké rady Filozofické fakulty KU Ružomberok (od 2005)
- Člen Vědecké rady Teologické fakulty PU Prešov (od 2000)
- Předseda Vědecké rady Katolícké univerzity v Ružomberoku (od 2008)
- Čestný člen Vědecké rady Filozofické fakulty TU Trnava (od 1999)
- Člen Oborové komise Teória a dejiny žurnalistiky na FF KU (od 2004)
- Člen vědeckého kolegia časopisu registrovaného v profesní databázi CEEOL Otázky žurnalistiky (od 2007)
- Člen redakční rady časopisu registrovaného v profesní databázi CEEOL Biuletyn edukacji medialnej (od 2004)
- Člen vědeckého kolegia vědeckého časopisu Mediálni studia (od 2007)
- Člen redakční rady časopisu Forum Sciencie et Sapiencie (od 1999)
- Člen redakční rady Orbis Communicationis, Prešov - Lublin, (od 2000)
- Člen Akreditační komise „Forum” – Stowarzyszenie Edukacji Menedżerskiej, Warszawa (od 1995)
- Člen Towarzystwa Naukowego Katolickiego Uniwersytetu Lubelskiego Jana Pawła II (od 2005)
- Člen Lublinského Towarzystwa Naukowého (od 2006)